# Boulevard Gallieni (Paris)
Pour les articles homonymes, voir Boulevard Gallieni.
Le boulevard Gallieni est une voie située entre Issy-les-Moulineaux et le 15e arrondissement de Paris, en France. Il emprunte le tracé de la route départementale 69.

## Situation et accès
Le boulevard Gallieni est une voie située à Issy-les-Moulineaux sur le côté pair et une partie du côté impair, et dans le 15e arrondissement de Paris, sur le côté impair de sa partie centrale. Il débute rue Camille-Desmoulins à Issy-les-Moulineaux et se termine au 1, boulevard des Frères-Voisin. Seuls les 5 derniers mètres du Boulevard sont sous pleine administration de la ville de Paris.

## Origine du nom
Cette artère porte le nom du maréchal de France Joseph Gallieni (1849-1916), défenseur de Paris lors de la Première Guerre mondiale en 1914.

## Historique
Ce boulevard est une partie du chemin départemental no 69 établi en limite du territoire de Paris et d'Issy-les-Moulineaux sur l'emplacement de l'ancien champ de manœuvre d'Issy annexé à Paris par décret du 3 avril 1925.
C'est à cet endroit qu'en 1908, l’avion d'Henri Farman a parcouru pour la première fois un kilomètre en circuit fermé.
Au début du XXe siècle, cette zone proche de Paris est consacrée à l’industrie en raison de la proximité du champ de manœuvres de l’Armée et les débuts de l’aviation ; le boulevard croise celui des frères Voisin, industriels.

## Bâtiments remarquables et lieux de mémoire
- Le stand de tir de Balard était situé sur le champ de manœuvre.
- Parc omnisports Suzanne-Lenglen.
- Palais des sports Robert-Charpentier.
- Église Notre-Dame-des-Pauvres d'Issy-les-Moulineaux.